# Narayanganj
Narayanganj er en by i det centrale Bangladesh, med et indbyggertal (pr. 2001) på cirka 256.000. Byen er hovedstad i et distrikt af samme navn. Narayanganj ligger ved bredden af Shitalakshya-floden, og har en af de ældste flodhavne i Bangladesh.
23°37′N 90°30′Ø / 23.617°N 90.500°Ø